# Booty House
Booty House (jinak znám jako Ghetto House nebo G-House) je forma housu. Obsahuje drum machine minimálně 808 nebo 909, a někdy i sexuálně explicitní texty.
Booty House je kombinace klasického Chicago Housu s vokály převzatými ze stylů jako Miami Bass nebo Ghetto-Tech.
Obvykle obsahuje basový buben v rytmu "4-to-the-floor" (4/4) s Roland 808 a 909 syntetickými "tom-tom" zvuky. Občas se používají analogové synthy a krátké vokály, často se opakující v různých způsobech. Hodně se používají i 808 a 909 clapy ("tlesknutí").

## Interpreti
- Amine Edge & Dance
- Andruss
- The Beatangers
- DJ Deeon
- DJ Funk
- DJ Chip
- DJ Milton
- DJ Slugo
- FlexB
- Gant-Man
- Houz' Mon
- Jammin Gerald
- Paul Johnson
- Sirus Hood
- Woo2tech

## Vydavatelství
- Cuff Records
- Dance Mania
- Dirty Musik
- Ghetto Series
- Funk Records